# Attentat de Maiduguri du 7 mars 2015
L'attentat de Maiduguri du 7 mars 2015 a lieu pendant l'insurrection de Boko Haram.

## Déroulement
Le 7 mars 2015, Maiduguri est visée par une nouvelle attaque de Boko Haram. La ville est frappée par trois explosions, la première a lieu vers 10h20 GMT sur le marché aux poissons Baga, où une kamikaze fait exploser sa ceinture d'explosifs, tuant au moins 18 personnes. La deuxième a lieu une heure plus tard au Monday market et 15 personnes sont tuées. La troisième explosion arrive vers midi sur un parking près d'une gare routière. Selon le chef de la police de l'Etat de Borno, Clement Adoda, le bilan des attentats est d'au moins 58 morts et 139 blessés,.